# ATP Montpellier
Das ATP-Turnier von Montpellier (offiziell seit 2025 Open Occitanie) ist ein Tennisturnier, das von der ATP im Rahmen der ATP Tour im französischen Pérols, einem Vorort von Montpellier, ausgetragen wird. Es gehört der ATP Tour 250 an und wird in der Sud de France Arena auf Hartplatz ausgetragen.

## Geschichte
Das Turnier, das seit 1987 existiert, wurde bis 2009 zunächst im Palais des Sports de Gerland in Lyon als Grand Prix de Tennis de Lyon ausgetragen – bis zum Jahr 2010 jährlich im Herbst. Aufgrund von Umstellungen im Turnierkalender verlegte man den Termin auf Ende Januar/Anfang Februar; deswegen fand in der Saison 2011 in Montpellier kein Turnier statt.

## Siegerliste
Rekordsieger des Turniers ist Richard Gasquet, der bei diesem Turnier viermal triumphieren konnten, gefolgt von Pete Sampras mit drei Titeln. Im Doppel sind Michaël Llodra, Andy Ram, Jakob Hlasek, Édouard Roger-Vasselin und Nicolas Mahut mit jeweils drei Titeln die erfolgreichsten Spieler.

### Einzel
| Austragungsort | Jahr                | Turniersieger             | Finalist                  | Finalergebnis             |
| -------------- | ------------------- | ------------------------- | ------------------------- | ------------------------- |
| Montpellier    | 2025                | Félix Auger-Aliassime     | Aleksandar Kovacevic      | 6:2, 6:79, 7:62           |
| Montpellier    | 2024                | Alexander Bublik (2)      | Borna Ćorić               | 5:7, 6:2, 6:3             |
| Montpellier    | 2023                | Jannik Sinner             | Maxime Cressy             | 7:63, 6:3                 |
| Montpellier    | 2022                | Alexander Bublik (1)      | Alexander Zverev          | 6:4, 6:3                  |
| Montpellier    | 2021                | David Goffin              | Roberto Bautista Agut     | 5:7, 6:4, 6:2             |
| Montpellier    | 2020                | Gaël Monfils (3)          | Vasek Pospisil            | 7:5, 6:3                  |
| Montpellier    | 2019                | Jo-Wilfried Tsonga        | Pierre-Hugues Herbert     | 6:4, 6:2                  |
| Montpellier    | 2018                | Lucas Pouille             | Richard Gasquet           | 7:62, 6:4                 |
| Montpellier    | 2017                | Alexander Zverev          | Richard Gasquet           | 7:64, 6:3                 |
| Montpellier    | 2016                | Richard Gasquet (4)       | Paul-Henri Mathieu        | 7:5, 6:4                  |
| Montpellier    | 2015                | Richard Gasquet (3)       | Jerzy Janowicz            | 3:0 aufgg.                |
| Montpellier    | 2014                | Gaël Monfils (2)          | Richard Gasquet           | 6:4, 6:4                  |
| Montpellier    | 2013                | Richard Gasquet (2)       | Benoît Paire              | 6:2, 6:3                  |
| Montpellier    | 2012                | Tomáš Berdych             | Gaël Monfils              | 6:2, 4:6, 6:3             |
| Montpellier    | 2011                | Turnier nicht ausgetragen | Turnier nicht ausgetragen | Turnier nicht ausgetragen |
| Montpellier    | 2010                | Gaël Monfils (1)          | Ivan Ljubičić             | 6:2, 5:7, 6:1             |
| Lyon           |                     |                           |                           |                           |
| 2009           | Ivan Ljubičić (2)   | Michaël Llodra            | 7:5, 6:3                  |                           |
| 2008           | Robin Söderling (2) | Julien Benneteau          | 6:3, 6:75, 6:1            |                           |
| 2007           | Sébastien Grosjean  | Marc Gicquel              | 7:65, 6:4                 |                           |
| 2006           | Richard Gasquet (1) | Marc Gicquel              | 6:3, 6:1                  |                           |
| 2005           | Andy Roddick        | Gaël Monfils              | 6:3, 6:2                  |                           |
| 2004           | Robin Söderling (1) | Xavier Malisse            | 6:2, 3:6, 6:4             |                           |
| 2003           | Rainer Schüttler    | Arnaud Clément            | 7:5, 6:3                  |                           |
| 2002           | Paul-Henri Mathieu  | Gustavo Kuerten           | 4:6, 6:3, 6:1             |                           |
| 2001           | Ivan Ljubičić (1)   | Younes El Aynaoui         | 6:3, 6:2                  |                           |
| 2000           | Arnaud Clément      | Patrick Rafter            | 7:62, 7:65                |                           |
| 1999           | Nicolás Lapentti    | Lleyton Hewitt            | 6:3, 6:2                  |                           |
| 1998           | Àlex Corretja       | Tommy Haas                | 2:6, 7:66, 6:1            |                           |
| 1997           | Fabrice Santoro     | Tommy Haas                | 6:4, 6:4                  |                           |
| 1996           | Jewgeni Kafelnikow  | Arnaud Boetsch            | 7:5, 6:3                  |                           |
| 1995           | Wayne Ferreira      | Pete Sampras              | 7:62, 5:7, 6:3            |                           |
| 1994           | Marc Rosset (2)     | Jim Courier               | 6:4, 7:62                 |                           |
| 1993           | Pete Sampras (3)    | Cédric Pioline            | 7:65, 1:6, 7:5            |                           |
| 1992           | Pete Sampras (2)    | Cédric Pioline            | 6:4, 6:2                  |                           |
| 1991           | Pete Sampras (1)    | Olivier Delaître          | 6:1, 6:1                  |                           |
| 1990           | Marc Rosset (1)     | Mats Wilander             | 6:3, 6:2                  |                           |
| 1989           | John McEnroe        | Jakob Hlasek              | 6:3, 7:6                  |                           |
| 1988           | Yahiya Doumbia      | Todd Nelson               | 6:4, 3:6, 6:3             |                           |
| 1987           | Yannick Noah        | Joakim Nyström            | 6:4, 7:5                  |                           |

### Doppel
| Austragungsort | Jahr                                    | Turniersieger                                | Finalisten                          | Finalergebnis      |
| -------------- | --------------------------------------- | -------------------------------------------- | ----------------------------------- | ------------------ |
| Montpellier    | 2025                                    | Robin Haase Botic van de Zandschulp          | Tallon Griekspoor Bart Stevens      | 6:79, 6:3, [10:5]  |
| Montpellier    | 2024                                    | Sadio Doumbia Fabien Reboul                  | Albano Olivetti Sam Weissborn       | 6:75, 6:4, [10:6]  |
| Montpellier    | 2023                                    | Robin Haase Matwé Middelkoop                 | Maxime Cressy Albano Olivetti       | 7:64, 4:6, [10:6]  |
| Montpellier    | 2022                                    | Pierre-Hugues Herbert Nicolas Mahut (3)      | Lloyd Glasspool Harri Heliövaara    | 4:6, 7:63, [12:10] |
| Montpellier    | 2021                                    | Henri Kontinen Édouard Roger-Vasselin (3)    | Jonathan Erlich Andrej Wassileuski  | 6:2, 7:5           |
| Montpellier    | 2020                                    | Nikola Čačić Mate Pavić (2)                  | Dominic Inglot Aisam-ul-Haq Qureshi | 6:4, 6:74, [10:4]  |
| Montpellier    | 2019                                    | Ivan Dodig Édouard Roger-Vasselin (2)        | Benjamin Bonzi Antoine Hoang        | 6:4, 6:3           |
| Montpellier    | 2018                                    | Ken Skupski Neal Skupski                     | Ben McLachlan Hugo Nys              | 7:62, 6:4          |
| Montpellier    | 2017                                    | Alexander Zverev Mischa Zverev               | Fabrice Martin Daniel Nestor        | 6:4, 6:73, [10:7]  |
| Montpellier    | 2016                                    | Mate Pavić (1) Michael Venus                 | Alexander Zverev Mischa Zverev      | 7:5, 7:64          |
| Montpellier    | 2015                                    | Marcus Daniell Artem Sitak                   | Dominic Inglot Florin Mergea        | 3:6, 6:4, [16:14]  |
| Montpellier    | 2014                                    | Nikolai Dawydenko Denis Istomin              | Marc Gicquel Nicolas Mahut          | 6:4, 1:6, [10:7]   |
| Montpellier    | 2013                                    | Marc Gicquel Michaël Llodra (3)              | Johan Brunström Raven Klaasen       | 6:3, 3:6, [11:9]   |
| Montpellier    | 2012                                    | Nicolas Mahut (2) Édouard Roger-Vasselin (1) | Paul Hanley Jamie Murray            | 6:4, 7:64          |
| Montpellier    | 2011                                    | nicht ausgetragen                            | nicht ausgetragen                   | nicht ausgetragen  |
| Montpellier    | 2010                                    | Stephen Huss Ross Hutchins                   | Marc López Eduardo Schwank          | 6:2, 4:6, [10:7]   |
| Lyon           |                                         |                                              |                                     |                    |
| 2009           | Julien Benneteau (2) Nicolas Mahut (1)  | Arnaud Clément Sébastien Grosjean            | 6:4, 7:66                           |                    |
| 2008           | Michaël Llodra (2) Andy Ram (3)         | Stephen Huss Ross Hutchins                   | 6:3, 5:7, [10:8]                    |                    |
| 2007           | Sébastien Grosjean Jo-Wilfried Tsonga   | Łukasz Kubot Lovro Zovko                     | 6:4, 6:3                            |                    |
| 2006           | Julien Benneteau (1) Arnaud Clément     | František Čermák Jaroslav Levinský           | 6:2, 6:73, [10:7]                   |                    |
| 2005           | Michaël Llodra (1) Fabrice Santoro (2)  | Jeff Coetzee Rogier Wassen                   | 6:3, 6:1                            |                    |
| 2004           | Jonathan Erlich (2) Andy Ram (2)        | Jonas Björkman Radek Štěpánek                | 7:62, 6:2                           |                    |
| 2003           | Jonathan Erlich (1) Andy Ram (1)        | Julien Benneteau Nicolas Mahut               | 6:1, 6:3                            |                    |
| 2002           | Wayne Black Kevin Ullyett (2)           | Mark Knowles Daniel Nestor                   | 6:4, 3:6, 7:63                      |                    |
| 2001           | Daniel Nestor Nenad Zimonjić            | Arnaud Clément Sébastien Grosjean            | 6:1, 6:2                            |                    |
| 2000           | Paul Haarhuis Sandon Stolle             | Ivan Ljubičić Jack Waite                     | 6:1, 6:72, 7:67                     |                    |
| 1999           | Piet Norval Kevin Ullyett (1)           | Wayne Ferreira Sandon Stolle                 | 4:6, 7:65, 7:64                     |                    |
| 1998           | Olivier Delaître Fabrice Santoro (1)    | Tomás Carbonell Francisco Roig               | 6:2, 6:2                            |                    |
| 1997           | Ellis Ferreira Patrick Galbraith (2)    | Olivier Delaître Fabrice Santoro             | 3:6, 6:2, 6:4                       |                    |
| 1996           | Jim Grabb Richey Reneberg               | Neil Broad Piet Norval                       | 6:2, 6:1                            |                    |
| 1995           | Jakob Hlasek (3) Jewgeni Kafelnikow (2) | John-Laffnie de Jager Wayne Ferreira         | 6:3, 6:3                            |                    |
| 1994           | Jakob Hlasek (2) Jewgeni Kafelnikow (1) | Martin Damm Patrick Rafter                   | 6:7, 7:6, 7:6                       |                    |
| 1993           | Gary Muller Danie Visser                | John-Laffnie de Jager Stefan Kruger          | 6:3, 7:6                            |                    |
| 1992           | Jakob Hlasek (1) Marc Rosset            | Neil Broad Stefan Kruger                     | 6:1, 6:3                            |                    |
| 1991           | Tom Nijssen Cyril Suk                   | Steve DeVries David Macpherson               | 7:6, 6:3                            |                    |
| 1990           | Patrick Galbraith (1) Kelly Jones       | Jim Grabb David Pate                         | 7:6, 6:4                            |                    |
| 1989           | Eric Jelen Michael Mortensen            | Jakob Hlasek John McEnroe                    | 6:2, 3:6, 6:3                       |                    |
| 1988           | Brad Drewett Broderick Dyke             | Michael Mortensen Blaine Willenborg          | 3:6, 6:3, 6:4                       |                    |
| 1987           | Guy Forget Yannick Noah                 | Kelly Jones David Pate                       | 4:6, 6:3, 6:4                       |                    |